# Штерн, Мирослава
Миросла́ва Ште́рн (чеш. Miroslava Šternová; 26 февраля 1926, Прага, Чехословакия — 9 марта 1955, Мехико, Мексика) — мексиканская актриса чешского происхождения.
Мирослава Штерн родилась 26 февраля 1926 года в Праге. В начале 1930-х годов её родители перевезли её в Мексику. В 1945 году Мирослава вышла замуж за актёра Хесуса Джейми Обрегона.
Покончила жизнь самоубийством 9 марта 1955 года в Мехико в 29-летнем возрасте, вскоре после выхода на экраны своего самого известного фильма «Попытка преступления» (реж. Л. Бунюэль).
В биографическом фильме режиссера Алехандро Пелайо «Мирослава» (1993), Мирославу Штерн играет французская актриса и певица Ариэль Домбаль. 
В 2014 году Мирославу сыграла актриса Ана Лаевска в биографическом фильме режиссера Себастьяна дель Амо «Кантинфлас».